# Ivan Moody (Sänger)

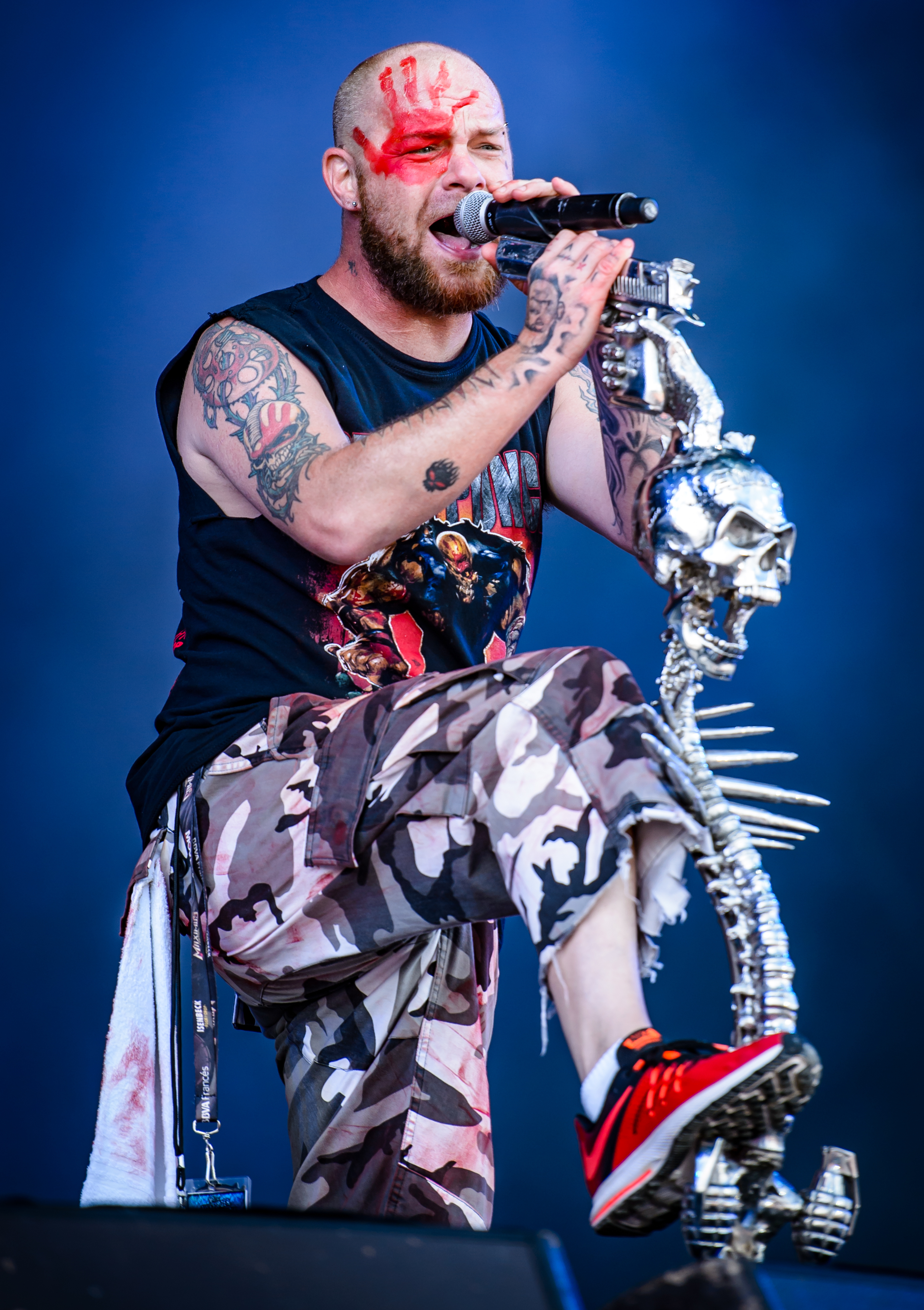
Moody live mit Five Finger Death Punch (2017)

Ivan Lewis Moody (* 7. Januar 1980 in Denver, Colorado als Ivan Lewis Greening), früher auch bekannt unter dem Pseudonym Ghost, ist der Sänger der US-amerikanischen Metal-Band Five Finger Death Punch (FFDP). Vorher war er in Bands wie Ghost Machine und Motograter aktiv.

## Karriere

### Musik
Moody machte einige Auftritte mit einigen, kleinen Bands, bevor er im Jahr 2002 der Nu-Metal-Band Motograter beitrat. Sie veröffentlichten ihr Album Motograter am 24. Juni 2003. Im selben Jahr hielt die Band einen Auftritt auf dem Ozzfest und ging mit Bands wie Korn, Disturbed, Marilyn Manson, Nothingface, Slipknot, Mushroomhead, SkinCrawl und Killswitch Engage auf Tour und steigerte dadurch ihre Bekanntheit. Motograter löste sich im Jahr 2006 vorerst auf. Die Band fand im selben Jahr noch für ein Konzert wieder zusammen. Auf diesem stellte Moody klar, dass er mit der Band abgeschlossen habe.
Kurz danach trat Moody der Band Five Finger Death Punch bei und veröffentlichte mit seinem Nebenprojekt Ghost Machine das Album Ghost Machine am 26. Juli 2005. Das zweite Album Hypersensitive erschien am 21. November 2006. Im selben Jahr betraten Five Finger Death Punch die Next Level Studios und Complex Studios in Los Angeles, Kalifornien zusammen mit Steve Bruno und Mike Sarkisyan, um ihr Debütalbum aufzunehmen. Das Album wurde von Gitarrist Zoltán Báthory und Schlagzeuger Jeremy Spencer produziert und von Ex-Machine-Head- und Ex-Soulfly-Gitarrist Logan Mader abgemischt. Außerdem war Moody im Jahr 2009 in dem Horror-Film Bled in der Rolle des „Incubus“ zu sehen.

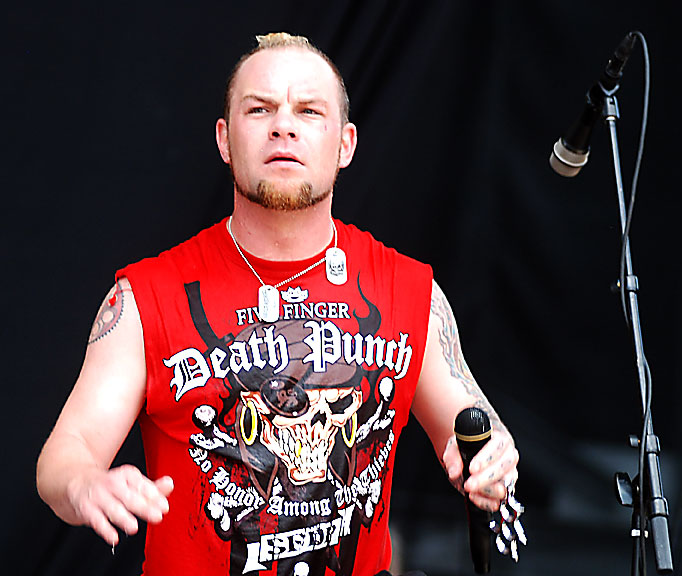
Moody beim Rock on the Stage 2010 in Columbus, Ohio

Das Debütalbum von Five Finger Death Punch The Way of the Fist (2007) erreichte großen kommerziellen Erfolg und verkaufte 420.000 Kopien in den USA und platzierte drei Singles in den Top 10. Das zweite Album namens War Is the Answer (2009) verkaufte sich mit über 44.000 Kopien in der ersten Wochen der Veröffentlichung und platzierte fünf Top-10-Singles. Die Band spielte auf vielen Festivals und hielt einige Touren, unter anderem auch zusammen mit der Band Korn.
Vor Motograter spielt Moody in einer Band namens Black Blood Orchestra.

### Schauspielrollen
2008 stand Moody erstmals als Schauspieler vor der Kamera, er hatte eine Nebenrolle als Incubus in Christopher Hutson Vampir-Film Bled. Darren Lynn Bousman castete ihn 2012 für die Hauptrolle als „The Hobo Clown“ für sein Horror-Musical The Devil’s Carnival.

## Awards und Nominierungen
Motograter wurde von Hit Parader als Beste Band des Jahres 2004 ausgezeichnet. Five Finger Death Punch erhielt diverse Auszeichnung wie den Best-New-Band-Award bei den Metal Hammer Golden Gods Awards 2009. Zudem wurden sie für den Best-International-Newcomer-Award bei dem Kerrang! Awards 2009 und gewann den Best-Breakthrough-Band-Award bei den Metal Hammer Golden Gods Awards im Jahr 2010.

## Diskografie
Motograter
- 2003: Motograter

Ghost Machine
- 2005: Ghost Machine
- 2006: Hypersensitive

Five Finger Death Punch
siehe Five Finger Death Punch/Diskografie

## Filmografie
- 2009: Bled
- 2012: The Devil’s Carnival
- 2020: The Retaliators